# Cariñena
Cariñena est une commune d’Espagne, dans la province de Saragosse, communauté autonome d'Aragon comarque de Campo de Cariñena. C'est aussi le nom espagnol du cépage français Carignan N. Cette commune donne son nom à l'AOC de Cariñena, dont elle est le centre.

## Jumelage
- Saint-Pierre-d'Oléron (France)